# Майстрах, Ксения Васильевна
Ксения Васильевна Майстрах (Соколова) (2 февраля 1900—1981) — советский социал-гигиенист, организатор здравоохранения, историк медицины, доктор медицинских наук, профессор (1940).

## Биография
Трудовую деятельность начала в 1918 году с должности секретаря Самарского губернского отдела народного образования. С 1919 по 1921 год находилась в рядах Красной Армии.
В 1927 году она окончила 2-й ММИ и стала его аспирантом, а затем ассистентом и доцентом кафедры социальной гигиены (1930—1938). В 1938—1950 годы Майстрах являлась зав. кафедрой социальной гигиены (организации здравоохранения) и одновременно директором 4-го ММИ (1941—1943). Кафедра социальной гигиены вела научно-исследовательскую работу: изучалась история санитарного состояния Московской области, смертность населения, совпадения клинических и патологоанатомических диагнозов. В 1941 году, перед самым началом войны, МОКИ-Медвуз переименовывается в 4-й ММИ. Вместе с частью профессорско-преподавательского состава институт эвакуируется в Фергану.
На время эвакуации института Ксения Майстрах становится его директором, продолжая преподавать и возглавлять кафедру. Это назначение носило «явочный» порядок, так как она представляла институт в Совнаркоме Узбекской ССР, а ранее в НКЗ РСФСР в Казани. Профессор А. Н. Великорецкий в тот момент находился в Самарканде и не имел возможности связаться с руководящими органами.
За время эвакуации с 1941 по 1943 год было проведено три выпуска студентов — 210 врачей. После объявления реэвакуации института часть обучавшихся студентов (193 человек) и имущество были переданы Крымскому мединституту. По возвращении в Москву 4-й ММИ был объединён с 3-м ММИ в Московский медицинский институт МЗ РСФСР, который продолжал свою работу на базе МОНИКИ вплоть до 1950 года, когда он был переведён в Рязань. За свою работу в Фергане Ксения Майстрах была награждена орденом Трудового Красного Знамени.
В 1950 году после ухода из жизни Н. А. Семашко возглавила кафедру организации здравоохранения 1-го ММИ. Она продолжила линию Н. А. Семашко, сосредоточив своё внимание на учебно-методической и научно-исследовательской работе. В научных исследованиях кафедры значительное место продолжают занимать вопросы теории советского здравоохранения. Предложенная Майстрах методология профилактической направленности отечественного здравоохранения была заложена в научных работах кафедры того времени. Совместно с сотрудниками кафедры Ксения Васильевна разработала типовую программу, план занятий и лекций, которые стали едиными по стране, методику к практическим занятиям, издала альбом наглядных пособий для преподавания по санитарному просвещению.
Опубликовала свыше 100 научных работ, посвященных изучению теории советского здравоохранения, диспансеризации, истории медицины, написала ряд учебников по социальной гигиене и организации здравоохранения, осветив деятельность виднейших представителей отечественной медицины: И. Е. Дядьковского, Ф. Ф. Эрисмана, 3.П. Соловьева, Н. А. Семашко и др.
Под её руководством было подготовлено 15 докторских и кандидатских диссертаций.
Ксения Васильевна Майстрах состояла редактором редотдела «Организация здравоохранения» во втором издании Большой Медицинской Энциклопедии. Являлась заместителем председателя исполкома Союза обществ Красного Креста и Красного Полумесяца СССР, членом правления Всесоюзного гигиенического и историко-медицинского общества.
Награждена двумя орденами Трудового Красного Знамени и медалями.
Скончалась в 1981 году в Москве. Похоронена на 10 участке Введенского кладбища.

## Избранные труды
- История и задачи советской медицины [Текст] / К. В. Майстрах; Ин-т заоч. обуч. Наркомздрава РСФСР. Отд-ние средн. медперсонала. — Москва; Ленинград: Гос. мед. изд-во, 1931-[1932].
- Методические указания к преподаванию организации здравоохранения [Текст] / Под ред. проф. К. В. Майстрах; 1-й Моск. ордена Ленина мед. ин-т. — Москва: [б. и.], 1952.
- Диспансерный метод работы лечебно-профилактических учреждений [Текст] / Проф. К. В. Майстрах; Под общ. ред. Е. Д. Ашуркова и Н. А. Виноградова. — Москва: Медгиз, 1955.
- Пособие к практическим занятиям по организации здравоохранения [Текст] / К. В. Майстрах, Я. И. Родов. — Москва: Медгиз, 1955.
- Санитарное просвещение [Текст] : Краткое пособие для студентов мед. ин-тов / Под ред. проф. К. В. Майстрах; Центр. ин-т сан. просвещения М-ва здравоохранения СССР. — М., 1956.
- Советское здравоохранение за сорок лет [Текст] / Проф. К. В. Майстрах; Под ред. проф. Л. С. Боголеповой; Ин-т сан. просвещения М-ва здравоохранения СССР. — Москва : [б. и.], 1957.
- Основы социальной гигиены и организации здравоохранения [Текст]: [Для медучилищ] / К. В. Майстрах, И. Г. Лаврова. — 2-е изд., испр. и доп. — Москва: Медицина, 1974.
- Лаврова И. Г., Майстрах К.В. Н. А. Семашко. К 100-летию со дня рождения. М., 1974.